# Aguri Suzuki
Aguri Suzuki (jap. 鈴木 亜久里, Suzuki Aguri; * 8. September 1960 in Tokio) ist ein ehemaliger japanischer Rennfahrer. Er fuhr zwischen 1988 und 1995 in der Formel 1. Bis zum 6. Mai 2008 führte Suzuki ein eigenes F1-Team unter seinem Namen.

## Rennfahrer-Karriere
Suzuki begann seine Karriere 1972 als Kart-Fahrer. Im Jahr 1978 gewann Suzuki die japanische Kartmeisterschaft. Nur ein Jahr später gab er sein Debüt in der japanischen Formel-3-Meisterschaft. Nebenbei fuhr er weiter im Kart und gewann 1981 nochmals die Meisterschaft. 1983 fuhr er einen Hayashi-Toyota in der F3-Serie und beendete diese auf dem zweiten Platz. Der Japaner stieg in den Tourenwagensport um und fuhr dort einen Nissan. Den japanischen Titel gewann er im Jahr 1986; im selben Jahr stieg Suzuki in die japanische Formel 2 ein und nahm an den 24 Stunden von Le Mans teil.

### Formel 1
Suzukis erstes Formel-1-Rennen war zunächst für den Herbst 1987 vorgesehen. Das im Aufbau befindliche britische Team Middlebridge-Trussardi, das auf japanische Sponsoren zurückgreifen konnte, meldete Suzuki für den Großen Preis von Portugal und danach auch für die restlichen Rennen der Saison. Das Team, das einen überarbeiteten Benetton B186 einsetzen wollte, wurde allerdings nicht zur Teilnahme zugelassen. Suzukis Formel-1-Debüt verzögerte sich deshalb um mehr als ein Jahr. 1988 erschien er erstmals beim Großen Preis von Japan in Suzuka im französischen Team Larrousse. Für die Saison 1989 unterschrieb er beim deutschen Zakspeed-Team, das in diesem Jahr japanische Motoren von Yamaha einsetzte. 1990 kehrte Suzuki zu Larrousse zurück. Beim Großen Preis von Japan erreichte er das beste Ergebnis seiner F1-Laufbahn, als er den dritten Platz belegte. Es war zugleich der einzige Podiumsplatz in der Geschichte des Larrousse-Teams. 1991 fuhr er noch einmal für Larrousse und wechselte dann für die Saisons 1992 und 1993 zu Footwork/Arrows. 1994 konnte er zunächst kein Cockpit mehr erhalten, wurde aber im Laufe des Jahres vom Jordan-Team als Ersatz für den Nordiren Eddie Irvine eingesetzt. 1995 kam Suzuki bei Ligier unter, musste sich seinen Platz dort allerdings mit dem Briten Martin Brundle teilen. Die beiden Fahrer wurden im Wechsel neben dem Franzosen Olivier Panis eingesetzt. Nach dem Grand Prix von Japan am Ende der Saison entschied sich Suzuki aufgrund eines schweren Unfalls zum Rückzug aus der Formel 1.

## Teambesitzer

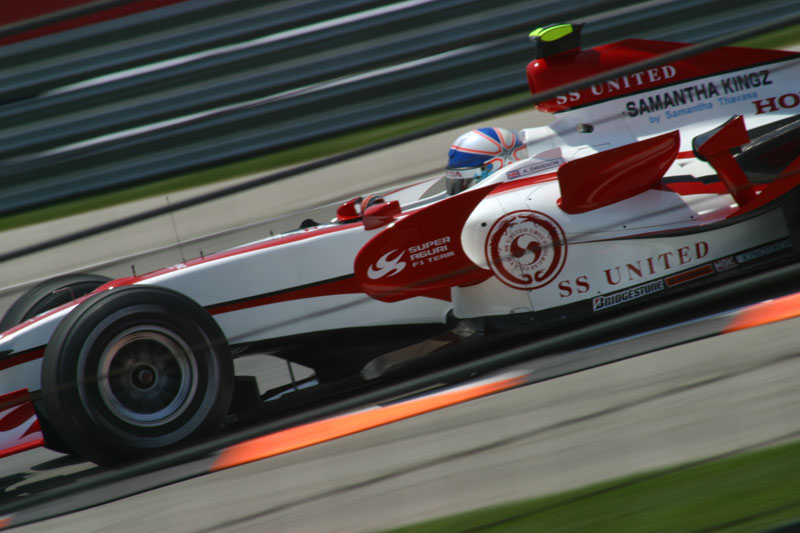
Super Aguri-Honda, 2007

2003 gründete Suzuki zusammen mit Adrián Fernández das Super Aguri Fernandez Racing Team und stieg damit in die IndyCar Series ein.
Bis 6. Mai 2008 war er Teamchef des Super Aguri F1 Teams, mit dem er seit der Saison 2006 in der Formel 1 startete, sowie des Autobacs Racing Team Aguri, das 2007 mit einem Honda NSX den GT-500-Titel in der japanischen Super-GT-Meisterschaft gewann. Am 6. Mai 2008 löste sich das Super Aguri F1 Teams aufgrund mangelnder Liquidität auf.

## Statistik

### Statistik in der Formel-1-Weltmeisterschaft
Diese Statistik umfasst alle Teilnahmen des Fahrers an der Formel-1-Weltmeisterschaft.

#### Gesamtübersicht
| Saison | Team                   | Chassis               | Motor                    | Rennen | Siege | Zweiter | Dritter | Poles | schn. Rennrunden | Punkte | WM-Pos. |
| ------ | ---------------------- | --------------------- | ------------------------ | ------ | ----- | ------- | ------- | ----- | ---------------- | ------ | ------- |
| 1988   | Larrousse Calmels      | Lola LC88             | Ford Cosworth DFZ 3.5 V8 | 1      | –     | –       | –       | –     | –                | 0      | –       |
| 1989   | West Zakspeed Racing   | Zakspeed 891          | Yamaha 3.5 V8            | –      | –     | –       | –       | –     | –                | 0      | –       |
| 1990   | Espo Larrousse F1      | Lola LC89B / LC90     | Lamborghini 3.5 V12      | 16     | –     | –       | 1       | –     | –                | 6      | 12.     |
| 1991   | Larrousse F1           | Lola LC91             | Ford Cosworth DFR 3.5 V8 | 12     | –     | –       | –       | –     | –                | 1      | 22.     |
| 1992   | Footwork Mugen Honda   | Footwork FA13         | Mugen-Honda 3.5 V10      | 14     | –     | –       | -       | –     | –                | 0      | –       |
| 1993   | Footwork Mugen Honda   | Footwork FA13B / FA14 | Mugen-Honda 3.5 V10      | 16     | –     | –       | –       | –     | –                | 0      | –       |
| 1994   | Sasol Jordan           | Jordan 194            | Hart 3.5 V10             | 1      | –     | –       | –       | –     | –                | 0      | –       |
| 1995   | Ligier Gitanes Blondes | Ligier JS41           | Mugen-Honda 3.0 V10      | 6      | −     | −       | −       | −     | −                | 1      | 17.     |
| Gesamt | Gesamt                 | Gesamt                | Gesamt                   | 66     | −     | −       | 1       | −     | −                | 8      |         |

#### Einzelergebnisse
| Saison | 1    | 2    | 3    | 4    | 5    | 6    | 7    | 8    | 9    | 10   | 11   | 12   | 13   | 14   | 15   | 16 | 17 |
| ------ | ---- | ---- | ---- | ---- | ---- | ---- | ---- | ---- | ---- | ---- | ---- | ---- | ---- | ---- | ---- | -- | -- |
| 1988   |      |      |      |      |      |      |      |      |      |      |      |      |      |      |      |    |    |
|        |      |      |      |      |      |      |      |      |      |      |      |      |      | 16   |      |    |    |
| 1989   |      |      |      |      |      |      |      |      |      |      |      |      |      |      |      |    |    |
| DNPQ   | DNPQ | DNPQ | DNPQ | DNPQ | DNPQ | DNPQ | DNPQ | DNPQ | DNPQ | DNPQ | DNPQ | DNPQ | DNPQ | DNPQ | DNPQ |    |    |
| 1990   |      |      |      |      |      |      |      |      |      |      |      |      |      |      |      |    |    |
| DNF    | DNF  | DNF  | DNF  | 12   | DNF  | 7    | 6    | DNF  | DNF  | DNF  | DNF  | 14*  | 6    | 3    | DNF  |    |    |
| 1991   |      |      |      |      |      |      |      |      |      |      |      |      |      |      |      |    |    |
| 6      | DNF  | DNF  | DNF  | DNF  | DNF  | DNF  | DNF  | DNF  | DNF  | DNQ  | DNQ  | DNF  | DNQ  | DNF  | DNQ  |    |    |
| 1992   |      |      |      |      |      |      |      |      |      |      |      |      |      |      |      |    |    |
| 8      | DNQ  | DNF  | 7    | 10   | 11   | DNQ  | DNF  | 12   | DNF  | DNF  | 9    | DNF  | 10   | 8    | 8    |    |    |
| 1993   |      |      |      |      |      |      |      |      |      |      |      |      |      |      |      |    |    |
| DNF    | DNF  | DNF  | 9    | 10   | DNF  | 13   | 12   | DNF  | DNF  | DNF  | DNF  | DNF  | DNF  | DNF  | 7    |    |    |
| 1994   |      |      |      |      |      |      |      |      |      |      |      |      |      |      |      |    |    |
|        | DNF  |      |      |      |      |      |      |      |      |      |      |      |      |      |      |    |    |
| 1995   |      |      |      |      |      |      |      |      |      |      |      |      |      |      |      |    |    |
| 8      | DNF  | 11   |      |      |      |      |      | 6    |      |      |      |      |      | DNF  | DNS  |    |    |

| Legende  | Legende            | Legende                                                          |
| Farbe    | Abkürzung          | Bedeutung                                                        |
| -------- | ------------------ | ---------------------------------------------------------------- |
| Gold     | –                  | Sieg                                                             |
| Silber   | –                  | 2. Platz                                                         |
| Bronze   | –                  | 3. Platz                                                         |
| Grün     | –                  | Platzierung in den Punkten                                       |
| Blau     | –                  | Klassifiziert außerhalb der Punkteränge                          |
| Violett  | DNF                | Rennen nicht beendet (did not finish)                            |
| Violett  | NC                 | nicht klassifiziert (not classified)                             |
| Rot      | DNQ                | nicht qualifiziert (did not qualify)                             |
| Rot      | DNPQ               | in Vorqualifikation gescheitert (did not pre-qualify)            |
| Schwarz  | DSQ                | disqualifiziert (disqualified)                                   |
| Weiß     | DNS                | nicht am Start (did not start)                                   |
| Weiß     | WD                 | zurückgezogen (withdrawn)                                        |
| Hellblau | PO                 | nur am Training teilgenommen (practiced only)                    |
| Hellblau | TD                 | Freitags-Testfahrer (test driver)                                |
| ohne     | DNP                | nicht am Training teilgenommen (did not practice)                |
| ohne     | INJ                | verletzt oder krank (injured)                                    |
| ohne     | EX                 | ausgeschlossen (excluded)                                        |
| ohne     | DNA                | nicht erschienen (did not arrive)                                |
| ohne     | C                  | Rennen abgesagt (cancelled)                                      |
| ohne     | keine WM-Teilnahme |                                                                  |
| sonstige | P/fett             | Pole-Position                                                    |
| sonstige | 1/2/3/4/5/6/7/8    | Punktplatzierung im Sprint-/Qualifikationsrennen                 |
| sonstige | SR/kursiv          | Schnellste Rennrunde                                             |
| sonstige | *                  | nicht im Ziel, aufgrund der zurückgelegten Distanz aber gewertet |
| sonstige | ()                 | Streichresultate                                                 |
| sonstige | unterstrichen      | Führender in der Gesamtwertung                                   |

### Le-Mans-Ergebnisse
| Jahr | Team              | Fahrzeug               | Teamkollege       | Teamkollege       | Platzierung | Ausfallgrund    |
| ---- | ----------------- | ---------------------- | ----------------- | ----------------- | ----------- | --------------- |
| 1986 | Nissan Motorsport | Nissan R86V            | Kazuyoshi Hoshino | Keiji Matsumoto   | Ausfall     | Getriebeschaden |
| 1987 | Nissan Motorsport | Nissan R87E            | Masahiro Hasemi   | Takao Wada        | Ausfall     | Elektrik        |
| 1988 | Nissan Motorsport | Nissan R88C            | Kazuyoshi Hoshino | Takao Wada        | Ausfall     | Motorschaden    |
| 1990 | Toyota Team Tom’s | Toyota 90C             | Johnny Dumfries   | Roberto Ravaglia  | Ausfall     | Unfall          |
| 1996 | Nismo             | Nissan Skyline GT-R LM | Masahiko Kondō    | Masahiko Kageyama | Rang 18     |                 |
| 1997 | Nissan Motorsport | Nissan R390 GT1        | Eric van de Poele | Riccardo Patrese  | Ausfall     | Ölpumpe         |
| 1998 | Nissan Motorsport | Nissan R390 GT1        | Kazuyoshi Hoshino | Masahiko Kageyama | Rang 3      |                 |